# Marcus Herennius (consul en -34)
Marcus Herennius (Picens) est un  sénateur romain de la fin de la République romaine. Il est consul suffect en 34 av. J.-C.

## Famille
Son cognomen Picens est incertain. Il pourrait indiquer une origine picentine. Il est peut-être le petit-fils de Titus Herennius, qui combat contre les Romains lors de la Guerre sociale.
Marcus Herennius Picens, consul suffect en 1 apr. J.-C., est probablement son fils.

## Biographie
Homo novus, il est nommé consul suffect en 34 av. J.-C., succédant ainsi à Caius Memmius. Son mandat court du 1er novembre au 31 décembre. Son collègue est Lucius Aemilius Lepidus Paullus.
Il devient probablement proconsul d'Asie dès l'année suivante, en 3 av. J.-C.
Il est le patron de la ville de Véies.